# Mielopatia degenerativa del cane
La mielopatia degenerativa del cane è una malattia neurodegenerativa progressiva che colpisce gli assoni del midollo spinale e i motoneuroni del sistema nervoso centrale, per molti aspetti è simile alla sclerosi laterale amiotrofica (SLA). 

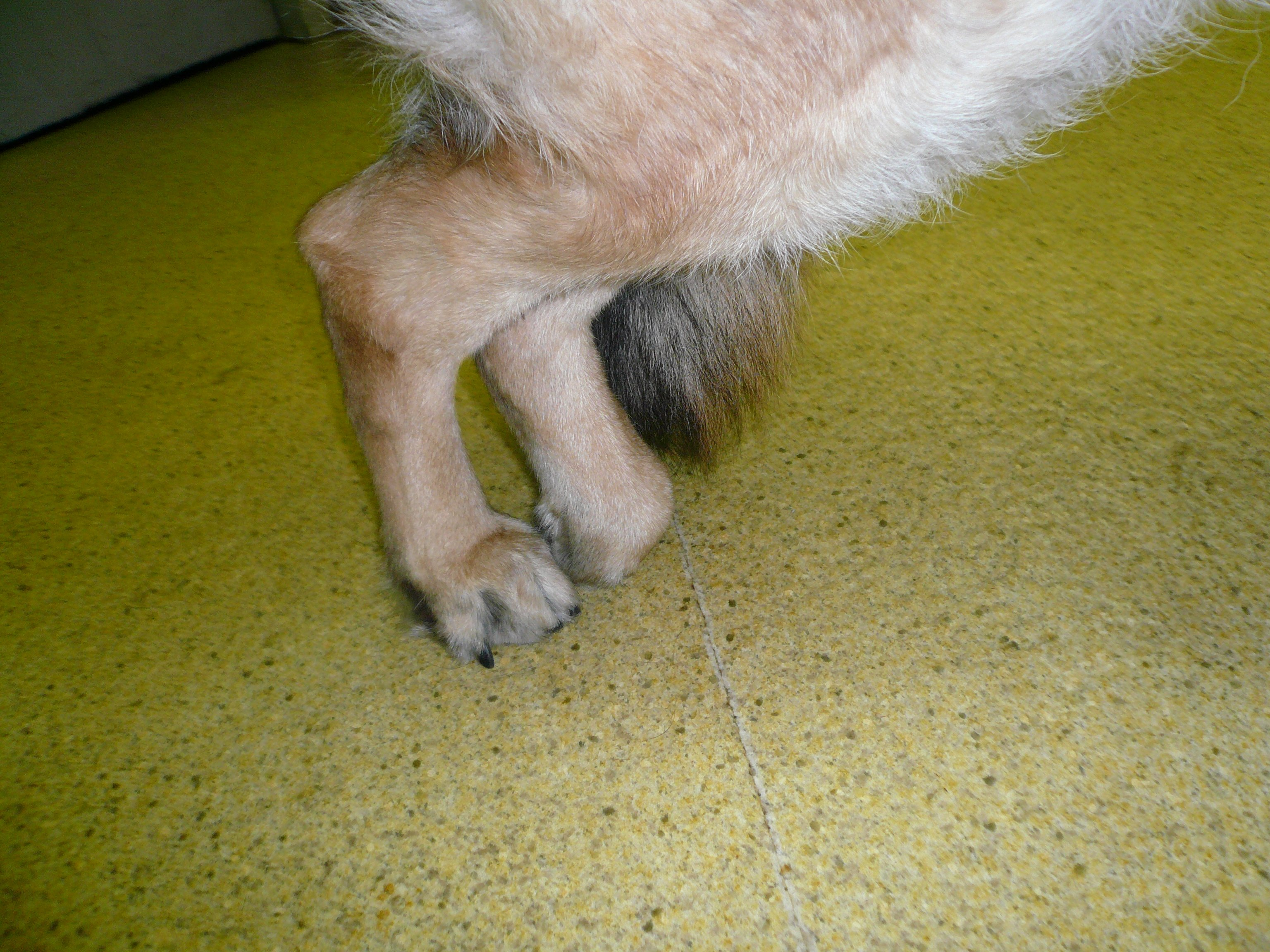
Dorsoflessione del piede in cane affetto da MD

In passato era chiamata mielopatia degenerativa del pastore tedesco perché fu osservata per la prima volta in questa razza nel 1973.
La patologia è associata ad una mutazione genetica nel gene SOD1 che, a partire dal 2009, è stata riscontrata in almeno 56 razze, le razze di grossa taglia sono più rappresentate rispetto a quelle di piccola taglia.
La mielopatia degenerativa tende a manifestarsi in età avanzata a partire dai 5-8 anni e colpisce entrambi i sessi. I soggetti affetti non mostrano segni di dolore spinale in nessuna fase della malattia. Non esiste una terapia medica efficace in grado di arrestare il processo degenerativo.
La malattia si manifesta con una progressiva alterazione della deambulazione, a volte asimmetrica, con insorgenza di atassia propriocettiva e una progressiva paraparesi spastica deambulatoria. Le manifestazioni visibili sono il trascinamento di uno o entrambi gli arti posteriori con conseguenti lesioni da trascinamento, barcollamento del tronco, l'incrocio degli arti posteriori e la dorsoflessione del piede (knuckling). Nella sua progressione la malattia porta alla paraparesi o paraplegia, all'incontinenza fecale e urinaria, la progressione diviene ascendente fino ai tratti craniali del midollo spinale, portando a deficit degli arti anteriori e alla tetraplegia fino a disfunzione dei nervi cranici, disfagia e disfonia, nella fase terminale della patologia si arriva all'alterazione respiratoria che porta alla morte spontanea dell'animale.
Non esiste un esame diagnostico per il suo riconoscimento in vita, infatti, la diagnosi certa di questa patologia si ha esclusivamente post-mortem tramite l'esame istopatologico del midollo spinale. 
La diagnosi viene pertanto effettuata in modo differenziale escludendo altre patologie cronico-progressive con sintomi simili. 